# Mbéré (departament)
Departament Mbéré – departament w Prowincji Adamawa w Kamerunie ze stolicą w Meïganga. Na powierzchni 14 267 km² żyje około 185,5 tys. mieszkańców.